# 張萱 (目錄學家)
张萱（1558年—1641年），字孟奇，号九岳，别号西园，廣東博羅縣人。明朝詩人、學者。

## 生平
父张政熙进士及第。嘉靖三十七年（1558年）生。十三歲为诸生，万历壬午（1582年），张萱与弟张萃同舉廣東鄉試。肄业国子监，受知国子祭酒赵志臯。不久丁忧归里。求学期间，与当时史学大家王世贞、汪道昆有来往，并深受其影响。多次参加会试不第，后考中内阁制赦房中书，纂修正史，伺经筵。万历三十三年，张萱奉旨编《内阁藏书目录》。一年后，因念母告归。假满，母親强令其回朝。后转户部主事，分司吴关。在此任上，他其德政受到了当地人的称颂，大学士王锡爵、申时行也对其交相称赞，遂升任户部郎中。差满后，擢拔为贵州平越知府，未就任。万历三十九年（1611年），“以蜚语中考功法”而罢归。张萱欣然归里，侍奉老母，在榕溪之西建一园，名曰“西园”。每遇荒年，煮粥赈災。卒年八十有四，祀乡贤。順治四年（1647年），清兵攻陷羅陽，其藏書和著述多毀於兵火。

## 著作
工於詩，书法楷、草、篆、隶均工整，作画亦自有格调。著作等身，惜多毀於兵火，有《西園聞見錄》、《西園史餘》傳世，後人輯有《西園全集》。